# Шевелев, Владимир Кузьмич
Владимир Кузьмич Шевелев (15 мая 1928 — 09 октября 2005) — советский инженер, кандидат технических наук с 1973 года, конструктор бортовых систем и бортовой аппаратуры управления, участник подготовки и пуска первого пилотируемого корабля «Восток-1», участник всех пилотируемых программ Интеркосмос, участник разработки систем управления бортовой аппаратуры космических кораблей «Восток», «Восход», «Союз», аппарата «Луна-2». Кавалер ордена Трудового Красного Знамени, ордена Дружбы народов.

## Биография
В 1956 году окончил Таганрогский радиотехнический институт и в числе десяти молодых радиоинженеров из первого выпуска Таганрогского радиотехнического института в 1956 году был «захвачен» генеральным конструктором советских космических кораблей Сергеем Королёвым для работы над космической программой СССР.
Владимир Шевелев прошёл путь от инженера до начальника лаборатории отдела бортовых систем комплексного контроля и управления космическими кораблями. Вместе с Юрием Карповым он участвовал в проектировании первого искусственного спутника Земли и его последующих модификаций, компоновке приборов космических кораблей «Восток», «Восход», «Союз». Они создали  также методику испытаний спутников и космических кораблей.
Владимир Шевелев участвовал в создании системы управления космического аппарата «Луна-2», который впервые выполнил перелёт с Земли на Луну.
В течение более 30 лет вёл работу по подготовке космонавтов по приборам, в том числе и Ю. А. Гагарина, являясь также председателем подкомиссии по приёму экзаменов у экипажей космических кораблей.

## Цитаты
- «Разработку АСПС — автоматической системы подготовки старта — поручили Караштину, выпускнику Таганрогского радиотехнического института. Он был направлен вместе с Карповым и Шевелевым, которые начиная с третьего спутника, захватили фронт разработок системы автоматического управления космическими аппаратами. Широчайший диапазон для приложения творческих способностей был у молодых инженеров, попавших в поток программ»[2] — Борис Черток.